# Medicinska škola Tuzla
Medicinska škola Tuzla je četverogodišnja srednja škola u Tuzli za izobrazbu zdravstvenih djelatnika. Nalazi se na adresi Fra Grge Martića 5 u Tuzli.
Osnovana je 7. travnja 1954. godine.[nedostaje izvor]

## Vanjske poveznice
- Medicinska škola Tuzla  Arhivirana inačica izvorne stranice od 31. listopada 2014. (Wayback Machine)